# Episodi di SOKO - Misteri tra le montagne (ottava stagione)
L'ottava stagione della serie televisiva SOKO - Misteri tra le montagne è stata trasmessa in anteprima in Austria da ORF 1 tra il 13 gennaio 2009 e il 14 aprile 2009.
| nº | Titolo originale               | Titolo italiano | Prima TV Austria | Prima TV Italia |
| -- | ------------------------------ | --------------- | ---------------- | --------------- |
| 1  | Jagatee                        |                 | 13 gennaio 2009  |                 |
| 2  | Der Götterbote                 |                 | 20 gennaio 2009  |                 |
| 3  | Todeskälte                     |                 | 27 gennaio 2009  |                 |
| 4  | Der Tod hört mit               |                 | 3 febbraio 2009  |                 |
| 5  | Ich liebe dich - Ich töte dich |                 | 10 febbraio 2009 |                 |
| 6  | Abgeschrieben                  |                 | 17 febbraio 2009 |                 |
| 7  | Familienbande                  |                 | 10 marzo 2009    |                 |
| 8  | Tödliche Hostie                |                 | 17 marzo 2009    |                 |
| 9  | Mord im Galopp                 |                 | 24 marzo 2009    |                 |
| 10 | Geheime Genüsse                |                 | 31 marzo 2009    |                 |
| 11 | Ein falsches Leben             |                 | 7 aprile 2009    |                 |
| 12 | Abgedreht                      |                 | 14 aprile 2009   |                 |